# 1989年黄岛油库爆炸事故
1989年黄岛油库爆炸事故是发生于1989年8月12日、中国石油总公司管道局胜利输油公司位于山东省青岛市黄岛油库的特大火灾爆炸事故，该起事故共19人死亡(其中14个是消防员)，100多人受伤，直接经济损失3540万元人民币。

## 过程

### 雷击爆炸
1989年8月12日上午9时起，黄岛地区下起雷暴雨，9时55分，正在进行作业的黄岛油库5号储油罐突然遭到雷击发生爆炸起火，形成了约3500平方米的火场，10时15分，青岛市的消防机构，立即调派距火场较近的黄岛开发区、胶州市和胶南县消防队和设备赶往灭火，并从青岛市区派遣了8个消防中队的10辆消防车从海路赶往，10时40分，市区的消防力量到达。14时35分，5号罐的火势急剧变得猛烈，并呈现耀眼的白色火光，消防指挥人员赶立即下令撤退，14时36分36秒，和5号罐相邻的4号罐也突然发生了爆炸，3000多平方米的水泥罐顶被掀开，原油夹杂火焰、浓烟冲出的高度达到几十米。从4号罐顶混凝土碎块，将相邻1号、2号和3号金属油罐顶部震裂，造成油气外漏。约1分钟后，5号罐喷溅的油火又先后点燃了1号、2号和3号油罐的外漏油气，引起爆燃，黄岛油库的老罐区均发生火情。救火现场撤退不及，扑救人员伤亡惨重，三名消防员在救火中死亡。

### 扑灭与灾后
次日凌晨，山东省其他地方增员而来的消防力量陆续赶到火场，共计有10辆大型泡沫车、3辆干粉车，27辆泵浦车组成了5条供水干线，集中力量向主要的火源5号油罐发起灭火行动，至14时20分，5号罐明火被全部扑灭；到21时30分，1号、2号、4号罐的明火也都基本上扑灭。之后，又经过几次反复，扑灭了多处建筑火焰和管道中的暗火，至16日17时，明火全部扑灭；18时30分，除留下5辆消防车继续监视现场外，其余消防人员和车辆全部撤退，整个灭火行动共耗时104小时。该场火灾造成了严重的后果，共烧毁原油4万多吨，毁坏民房4000多平方米，道路2万平方米；燃烧的高温、水域的污染、爆炸的冲击波，使近海3万3千条黑鱼、近3000只水貂，5200亩虾池和1160亩贻贝的扇贝养殖场毁坏，2.2万亩滩涂上成亿尾鱼苗死亡。另有约数千至一万吨原油外溢，胶州湾水域被大面积污染，黄岛四周的102公里的海岸线受到严重污染，油污还蔓延到青岛市的海岸，市内数个海滨浴场亦遭到污染，岸边竖起了卫生部门的警告牌：“为了你的身体健康，近期请不要下海游泳，尤其是皮肤病患者。”

## 原因
事故后，中国国务院认为事故直接原因是黄岛油库的非金属油罐本身存在不足，遭到雷电击中引发爆炸。同时认为，油库设计布局不合理；选材不当；忽视安全防护尤其是缺乏避雷针；管理不当从而造成消防设备失灵延误灭火时机；未对之前的小型事故引起足够重视并加以整改等等都是造成此次事故的深层次原因所在。

## 纪念
为纪念1989年8月在黄岛油库灭火中牺牲的14名消防员，中国政府修建了“黄岛油库烈士纪念亭”。烈士纪念亭建在原四号油罐基座一侧。亭高10.14米，完工于1990年11月，14位消防员的遗像悬挂亭上，并写有“黄岛油库灭火烈士千古”的文字。